# Flavio Cobolli
Flavio Cobolli (ur. 6 maja 2002 we Florencji) – włoski tenisista, zwycięzca juniorskiego French Open 2020 w grze podwójnej, reprezentant kraju w Pucharze Davisa.

## Kariera tenisowa
W rozgrywkach cyklu ATP Tour zwycięzca jednego turnieju z dwóch rozegranych finałów.
W 2019 roku, startując w parze z Dominicem Strickerem, dotarł do finału juniorskiego French Open w grze podwójnej. W finale debel przegrał z Matheusem Pucinellim de Almeidą oraz Thiago Agustínem Tirante 6:7(3), 4:6. Rok później, ponownie ze Stickerem, dotarł do finału juniorskiego French Open. Wówczas włosko-szwajcarska para pokonała Bruno Oliveirę oraz Natana Rodriguesa 6:2, 6:4.
W 2023 podczas French Open zadebiutował w turnieju głównym imprezy wielkoszlemowej. Po wygraniu trzech meczów w kwalifikacjach przegrał w pierwszej rundzie z Carlosem Alcarazem.
Od września 2024 roku reprezentant Włoch w Pucharze Davisa.
Najwyżej sklasyfikowany w rankingu gry pojedynczej był na 30. miejscu (30 września 2024), a w klasyfikacji gry podwójnej na 224. pozycji (24 lutego 2025).

### Finały w turniejach ATP Tour
| Legenda                                      |
| -------------------------------------------- |
| Wielki Szlem                                 |
| Igrzyska olimpijskie                         |
| Tennis Masters Cup / ATP Finals              |
| ATP Masters Series / ATP Tour Masters 1000   |
| ATP International Series Gold / ATP Tour 500 |
| ATP International Series / ATP Tour 250      |

#### Gra pojedyncza (1–1)
| Końcowy wynik | Nr | Data            | Turniej    | Nawierzchnia | Przeciwnik      | Wynik finału  |
| ------------- | -- | --------------- | ---------- | ------------ | --------------- | ------------- |
| Finalista     | 1. | 4 sierpnia 2024 | Waszyngton | Twarda       | Sebastian Korda | 6:4, 2:6, 0:6 |
| Zwycięzca     | 1. | 6 kwietnia 2025 | Bukareszt  | Ceglana      | Sebastián Báez  | 6:4, 6:4      |

### Finały juniorskich turniejów wielkoszlemowych

#### Gra podwójna (1–1)
| Końcowy wynik | Nr | Data                 | Turniej            | Nawierzchnia | Partner          | Przeciwnicy                                         | Wynik finału |
| ------------- | -- | -------------------- | ------------------ | ------------ | ---------------- | --------------------------------------------------- | ------------ |
| Finalista     | 1. | 8 czerwca 2019       | French Open, Paryż | Ceglana      | Dominic Stricker | Matheus Pucinelli de Almeida Thiago Agustín Tirante | 6:7(3), 4:6  |
| Zwycięzca     | 1. | 10 października 2020 | French Open, Paryż | Ceglana      | Dominic Stricker | Bruno Oliveira Natan Rodrigues                      | 6:2, 6:4     |